# Jerzy Serczyk
Jerzy Włodzimierz Serczyk (ur. 1 stycznia 1927 w Krakowie, zm. 31 marca 2006 w Toruniu) – polski historyk specjalizujący się w historii historiografii i historii nowożytnej.

## Życiorys
Syn Wojciecha, inżyniera rolnika, i Walerii z d. Włosik, nauczycielki. Był starszym bratem profesora Władysława Serczyka.  Dzieciństwo spędził w Krakowie, a następnie w Warszawie. W roku 1933 rodzina przeniosła się do Torunia, gdyż ojciec otrzymał stanowisko wicedyrektora Pomorskiej Izby Rolniczej w Toruniu.  
We wrześniu 1939 przebywał z rodziną w oblężonej Warszawie, skąd na krótko powrócił do Torunia, po czym rodzina została przesiedlona do Krakowa. W Krakowie uczęszczał do zarządzanej przez Niemców szkoły handlowej. Ponadto uczęszczał na tajne komplety Gimnazjum im. Jana Sobieskiego oraz pracował w Okręgowym Towarzystwie Rolników i Związku Pszczelarzy w Krakowie.  Od 1 lipca 1943 do 18 stycznia 1945 pracował w biurze Okręgowego Towarzystwa Rolniczego w Krakowie. W 1945 roku został postawiony przed sądem wojskowym za udział w wydawaniu pism podziemnych AK i skazany na trzy lata więzienia. Uwolniony na mocy amnestii w 1946 roku zdał maturę w III Państwowym Gimnazjum i Liceum im. Jana III Sobieskiego w Krakowie. W 1946 roku powrócił z matką i młodszym bratem Władysławem do Torunia (ojciec już w 1945 do Torunia wrócił), gdzie podjął studia historyczne na Uniwersytecie Mikołaja Kopernika.
W 1947 roku zatrudnił się jako dietariusz w Bibliotece Głównej UMK. Studia pod opieką Ludwika Kolankowskiego ukończył w 1950 roku. Stopień doktora uzyskał w 1960 roku. Tematem rozprawy doktorskiej był Husytyzm na Pomorzu, Kujawach i w Wielkopolsce w II połowie XV wieku, a promotorem Bronisław Włodarski. W 1968 uzyskał nominację na docenta etatowego. Stopień doktora habilitowanego nauk humanistycznych w zakresie historii uzyskał w 1990 roku na podstawie zbioru rozpraw z zakresu historii historiografii XVI-XVIII wieku. Tytuł profesora nauk humanistycznych uzyskał w 1996 roku.
W latach 1969–1970 pełnił funkcję prodziekana Wydziału Humanistycznego UMK. Od 1969 do 1979 roku kierował Zakładem Metodologii Nauk Historycznych i Metodyki Nauczania Historii, a w latach 1982–1984 Zakładem Bibliotekoznawstwa i Informacji Naukowej.
Po przejściu na emeryturę 1 września 1991 r., prowadził jeszcze zajęcia w Instytucie Historii i Archiwistyki oraz w Katedrze Filologii Germańskiej. Wypromował ok. 150 magistrów  filologii germańskiej i dwóch doktorów. 

## Twórczość
Zajmował się husytyzmem, historiografią oraz najnowszymi dziejami Niemiec. Był promotorem doktoratu honoris causa przyznanego Marion Dönhoff. Oprócz podręczników i prac naukowych opublikował dwie książki autobiograficzne Wspomnienie o Toruniu z czasów II Rzeczypospolitej oraz Minęło życie. Jest autorem książki Dokoła „Przeminęło z wiatrem”, opisującej tło powieści „Przeminęło z wiatrem”. Był autorem skryptu obejmującego europejską historiografię nowożytną, skrypt pt. „Podstawy badań historycznych”, monografii o Towarzystwie Naukowym w Toruniu. Wspólnie z Włodzimierzem Zientarą napisał w języku niemieckim podręcznik historii Niemiec dla studentów germanistyki. Przetłumaczył z języka niemieckiego książkę Hansa Schleiera o historiografii niemieckiej w dobie Republiki Weimarskiej i Hellmuta Andicsa o kobietach Habsburgów.
Prowadził też działalność publicystyczną, m.in. publikując felietony w dzienniku Nowości w latach 1992–2005.
Pochowany na Cmentarzu przy ul. Wybickiego w Toruniu.

## Wybrane publikacje
- Teksty do ćwiczeń z łaciny średniowiecznej i nowożytnej (1967, wspólnie z Antonim Czachorowskim)
- Podstawy badań historycznych
- Nowożytna historiografia europejska: przegląd najważniejszych kierunków i autorów. Cz. 2, Wiek XIX – romantyzm, liberalizm, pozytywizm, nacjonalizm (1973)
- Towarzystwo Naukowe w Toruniu: krótki zarys dziejów (1974)
- Wspomnienie o Toruniu z czasów Drugiej Rzeczypospolitej 1920–1939 (1982)
- Czwarty rozbiór Polski: z dziejów stosunków radziecko-niemieckich w okresie międzywojennym (1990, wspólnie z Karolem Grünbergiem, ISBN 83-202-0951-X)
- Podzielone Niemcy: przegląd dziejów niemieckich od kapitulacji Trzeciej Rzeszy do zjednoczenia obu państw niemieckich (1993, ISBN 83-85263-86-1)
- 25 wieków historii: historycy i ich dzieła (1994, ISBN 83-231-0520-0)
- Albertyna: uniwersytet w Królewcu (1544–1945) (1994)
- Minęło życie, (ISBN 83-7174-257-6)
- Dokoła „Przeminęło z wiatrem”: historia książki, filmu i kraju, w którym powstały (1996, ISBN 83-86803-15-0)

## Ordery i odznaczenia
- Krzyż Kawalerski Orderu Odrodzenia Polski (20 czerwca 1979)
- Medal 10-lecia Polski Ludowej (19 stycznia 1955)[9]
- Medal Komisji Edukacji Narodowej (1986)